# 이권효
이권효(李權效, 1972년 7월 6일 ~ )는 대한민국의 기업인으로 의정부시에서 태어났다.

## 생애
1972년 7월 6일 대한민국 경기도 의정부시에서 태어났으며, 현재 동국대학교 식품산업마케팅 전공 박사과정을 밟고 있다.

## 경력
주식회사 우분트월드
- 2014년 설립
- 2014년 대표이사 임명

유튜브 창업도우미
- 2023년 대표 컨설턴트